# (500112) 2012 BL105
(500112) 2012 BL105 es un asteroide perteneciente al cinturón de asteroides, descubierto el 27 de enero de 2012 por el equipo del Spacewatch desde el Observatorio Nacional de Kitt Peak, Arizona, Estados Unidos.

## Designación y nombre
Designado provisionalmente como 2012 BL105.

## Características orbitales
2012 BL105 está situado a una distancia media del Sol de 2,388 ua, pudiendo alejarse hasta 2,555 ua y acercarse hasta 2,221 ua. Su excentricidad es 0,069 y la inclinación orbital 8,978 grados. Emplea 1348,47 días en completar una órbita alrededor del Sol.

## Características físicas
La magnitud absoluta de 2012 BL105 es 17,4.